# ACCA
Британская ассоциация сертифицированных присяжных бухгалтеров, объединяющая профессионалов в области финансов, учета и аудита (англ. Association of Chartered Certified Accountants сокр. ACCA) — это глобальная ассоциация профессионалов в области финансов, учета и  аудита, регулируемая королевской хартией. Ассоциация наделена Управлением по регулированию квалификаций и экзаменов (Ofqual) правом выдачи профессионально-технических квалификаций. Ассоциация объединяет 208 000 членов и 503 000 студентов в 178 странах. Штаб-квартира ACCA находится в Лондоне с главным административным офисом в Глазго. ACCA работает через сеть из более чем 104 офисов и центров в 52 странах — с 323 утверждёнными партнерами по обучению (ALP) и более чем 7300 утвержденными работодателями по всему миру, которые обеспечивают развитие сотрудников. Является членом Международной федерации бухгалтеров. В 2000 году в России было открыто представительство АССА в Москве. В 2014 году в Москве представительство АССА было закрыто, вместо него было отрыто представительство 100% британской дочки "ЭйСиСиЭй Раша Лимитэд". 
Учебная программа АССА легла в основу глобальной учебной программы Организации Объединенных Наций под названием Руководство по национальным требованиям к квалификации профессиональных бухгалтеров.
«Дипломированный сертифицированный бухгалтер» является охраняемым законом термином. Лица, которые называют себя дипломированными сертифицированными бухгалтерами, должны быть членами ACCA и, если они практикуют в поле деятельности, подпадающем под юрисдикцию ACCA, должны соблюдать дополнительные правила, такие как наличие сертификата о прохождении практики, страхование гражданской ответственности и сдача инспекций. ACCA также лицензирует управляющих в деле о несостоятельности в Великобритании.
В России насчитывается более 11 000 членов и студентов АССА. 
В результате санкций в связи со вторжением России на Украину, ACCA приостановила деятельность в России на неопределенный срок, в том числе проведение экзаменов.

## История
АССА ведёт свою историю с 1904 года, когда восемь человек создали Лондонскую Ассоциацию Бухгалтеров, чтобы обеспечить более открытый доступ к профессии, чем существовавший в то время через органы бухгалтерского учета, в частности, Институт дипломированных бухгалтеров в Англии и Уэльсе (ICAEW) и Институт дипломированных бухгалтеров Шотландии (ICAS). С 2006 года цель ACCA — стать крупнейшим в мире профессиональным объединением. Члены ACCA известны как UAECA в Объединённых Арабских Эмиратах.
Ключевые даты в истории ACCA включают в себя:
- 1909: Этель Айрес Пурди избрана первой женщиной-ассоциированным членом профессиональной организации бухгалтеров[14].
- 1930: Лондонская ассоциация бухгалтеров успешно провела кампанию за право аудировать компании.
- 1933: Лондонская ассоциация бухгалтеров переименована в Лондонскую ассоциацию сертифицированных бухгалтеров.
- 1939: Корпорация бухгалтеров (шотландский орган, основанный в 1891 году) объединилась с Лондонской ассоциацией сертифицированных бухгалтеров и стала Ассоциацией сертифицированных и корпоративных бухгалтеров.
- 1941: Институт сертифицированных общественных бухгалтеров (основан в 1903 году и объединяет Центральную ассоциацию бухгалтеров с 1933 года), объединившийся с Ассоциацией сертифицированных и корпоративных бухгалтеров.
- 1971: Ассоциация сертифицированных и корпоративных бухгалтеров переименована в Ассоциацию сертифицированных бухгалтеров.
- 1974: Королевская хартия, выданная королевой Елизаветой II.
- 1974: ACCA стал одним из шести членов-основателей Консультативного комитета бухгалтерских органов (CCAB).
- 1977: ACCA стал одним из основателей Международной федерации бухгалтеров (IFAC).
- 1984: Ассоциация дипломированных бухгалтеров переименована в Чартерную ассоциацию сертифицированных бухгалтеров[15].
- 1995: Члены АССА проголосовали на внеочередном общем собрании, чтобы переименовать себя в Ассоциацию дипломированных общественных бухгалтеров и ввести обозначение дипломированного общественного бухгалтера. Тайный совет впоследствии отклонил это предложение из-за опасений по поводу термина «общественность». Тем не менее, он согласился с тем, что любой бухгалтерский орган, имеющий королевскую хартию, может использовать термин «chartered» (подтвержденный хартией) как часть своего назначения.
- 1996: Чартерная Ассоциация Сертифицированных Бухгалтеров переименована в Ассоциацию Дипломированных Сертифицированных Бухгалтеров. Участники имеют право использовать звание Дипломированного сертифицированного бухгалтера (Обязательные письма ACCA или FCCA). Ассоциация уполномоченных общественных бухгалтеров (AAPA) стала дочерней компанией ACCA. Организация получила свою первую королевскую премию за достижения в области экспорта.
- 1998: учебная программа АССА легла в основу глобальной учебной программы Организации Объединенных Наций под названием Руководство по национальным требованиям к квалификации профессиональных бухгалтеров, опубликованной в 1999 году. АССА была участником консультативной группы, разработавшей этот глобальный контрольный показатель[8].
- 2001: АССА получила королевскую премию за предпринимательство: международная торговля, признавая рост АССА и ее роль в 160 странах мира.
- 2002: ACCA получила королевскую вторую премию за предпринимательство за 12 месяцев в категории «Устойчивое развитие». Эта награда была отмечена продолжением работы АССА по социальным и экологическим вопросам.
- 2009: членам ACCA разрешено предоставлять услуги по завещанию с 1 августа в соответствии с распоряжением 2009 года об услугах по завещанию (утвержденные органы) № 1588.
- 2011: ACCA является первым бухгалтерским органом, опубликовавшим интегрированный годовой отчет.
- 2014: число членов и студентов ACCA достигло 600 000 по всему миру.
- 2015: ACCA запустила магистратуру по профессиональной бухгалтерии в Лондонском университете.
- 2016: ACCA сформировала стратегический альянс с Дипломированными Бухгалтерами Австралии и Новой Зеландии (CA ANZ).
- 2017: ACCA собрала более 700 000 членов и студентов по всему миру, с 208 000 полностью дипломированных членов и 503 000 студентов в 178 странах.

## Квалификация ACCA
Сертифицированный Дипломированный Бухгалтер (ACCA) является основной квалификацией организации, она достигается после сдачи 13 профессиональных экзаменов, трёхлетнего стажа работы под руководством специалиста по бухгалтерскому учету и сдачи модуля этики. Профессиональные экзамены ACCA проводятся по всему миру четыре раза в год в марте, июне, сентябре и декабре в виде компьютерных экзаменов. Степень бакалавра в области прикладного учета предлагается совместно с университетом Оксфорд Брукс, а степень магистра в области профессионального учета предлагается совместно с Лондонским университетом, таким образом, что экзамены ACCA зачитываются как необходимые академические кредиты в данных университетах.

## Структура сертификационных экзаменов
Сертификация ACCA состоит из 13 экзаменов, разбитых на 3 уровня.
Прикладные знания (Applied Knowledge)
| Exam | Description             |
| ---- | ----------------------- |
| BT   | Business and Technology |
| MA   | Management Accounting   |
| FA   | Financial Accounting    |

Прикладные навыки (Applied Skills)
| Exam | Description                |
| ---- | -------------------------- |
| LW   | Corporate and Business Law |
| PM   | Performance Management     |
| TX   | Taxation                   |
| FR   | Financial Reporting        |
| AA   | Audit and Assurance        |
| FM   | Financial Management       |

Продвинутый (Strategic Professional) (AFM-AAA — два из четырёх на выбор)
| Exam | Description                     |
| ---- | ------------------------------- |
| SBR  | Strategic Business Reporting    |
| SBL  | Strategic Business Leader       |
| AFM  | Advanced Financial Management   |
| APM  | Advanced Performance Management |
| ATX  | Advanced Taxation               |
| AAA  | Advanced Audit and Assurance    |

## Средний процент сдачи экзаменов в мире
Процесс сдачи всех экзаменов весьма сложный, особенно бумаг высокого уровня, об этом свидетельствуют данные экзаменов за последние периоды. Средний процент сдачи в декабре 2023:
| AAA | 34% |
| AFM | 45% |
| APM | 34% |
| ATX | 49% |

По завершении всех экзаменов и при наличии не менее 3 лет профессионального опыта студент ACCA может подать заявление на полноправное членство в Ассоциации.
Организация сертифицированных бухгалтеров насчитывала в 2023 году 241 000 членов и 542 000 студентов.

## ДипИФР
Сертификация по АССА ДипИФР (англ. Diploma in International Financial Reporting) проводится два раза в год (июнь, декабрь), у кандидатов определяется уровень знаний и навыков по применению МСФО при составлении финансовой отчётности.
ДипИФР (рус) — русскоязычный диплом по международной финансовой отчётности, эквивалентный его международной версии на английском языке, форматы этих экзаменов полностью соответствуют друг другу. Программа подготовки к сдаче ДипИФР (рус) ориентирована на профессиональных бухгалтеров и аудиторов, аттестованных в соответствии с национальными стандартами.
Для того чтобы стать соискателем диплома, необходимо иметь аттестат профессионального бухгалтера или аудитора; или соответствующее высшее или специальное образование и два года практического опыта работы в области бухгалтерского учета и аудита, что должно быть письменно подтверждено работодателем или копией трудовой книжки; или три года практического опыта работы в области бухгалтерского учета и аудита, что должно быть письменно подтверждено работодателем или копией трудовой книжки.
Экзамен АССА ДипИФР (Рус) — письменный и продолжается 3 часа 15 минут. Экзаменационные вопросы включают в себе расчетные и аналитические элементы. Необходимо будет проанализировать сценарий или хозяйственную ситуацию.
Экзамен ДипИФР-Рус включает 4 вопроса по 25 баллов. Вопрос включает подготовку одного или более консолидированных отчётов, которые экзаменуются в рамках программы (консолидированный отчёт о финансовом положении, консолидированный отчёт о прибылях и убытках и прочем совокупном доходе и консолидированный отчёт об изменениях собственного капитала). Вопрос включает также примечания, в соответствии с которыми необходимо внести корректировки в отчетность. В основном эти примечания будут относиться к финансовой отчетности материнской компании. Максимальная оценка за каждый из оставшихся трех вопросов составляет 20 баллов. Часто эти вопросы предлагают определенные сценарии и касаются выбора подходящего принципа бухгалтерского учета и раскрытия различных операций или ситуаций. В вопросах-сценариях кандидатам может быть предложено прокомментировать выбранный руководством способ отражения операции и описать более подходящий, руководствуясь условиями, указанными в сценарии. Часто один из этих вопросов посвящён требованиям какого-либо конкретного стандарта. Общее количество баллов на экзамене — 100. Соискателям необходимо набрать 50 баллов для получения диплома АССА ДипИФР (рус). С 2021 года экзамен ДипИФР-Рус проводится в компьютерном варианте.
Обладатели ДипИФР-Рус получают освобождение от экзамена АССА F7 Financial Reporting.
Обладатели ДипНРФ-Рус получают освобождение от экзамена АССА F6 Taxation. Экзамен ДипНРФ-Рус не проводится с 2020 года.